# فهرست شهرستان‌های کالیفرنیا
ایالت کالیفرنیا یکی از ایالت‌های آمریکا است که به ۵۸ شهرستان تقسیم شده‌است.هر شهرستان مسئولیت‌های خود را دارد که مهم‌ترین آن‌ها برگزاری انتخابات، جمع‌آوری مالیات و نگهداری از اسناد عمومی هستند و همچنین فراهم کردن اجرای قانون در مناطق شهری از وظایف کلانتر شهرستان و معاونین کلانتر آن شهرستان می‌باشد.
- شهرستان واحد پیش‌فرض تقسیمات سیاسی است (تمام زمین‌ها در این ایالت به یکی از ۵۸ شهرستان اختصاص داده شده‌است) هر شهرستان یک سرپرست ناظر دارد و ارائه خدمات به ساکنان آن، از جمله اجرای قانون، مراقبت‌های بهداشتی، تعمیر و نگهداری جاده‌ها و غیره به عنوان وظایف اجباری تحت قوانین ایالتی هستند و ایجاد توازن میان اعمال اختیاری و اجباری شهرستان وظایف کاری بسیار دشوار است.[۱]

## جدول شهرستان‌های کالیفرنیا
| شهرستان                  | کد استاندارد پردازش اطلاعات فدرال (FIPS Code) | مرکز                 | سال تأسیس | ایجاد شده از نقاط                                                | ریشه | جمعیت (۲۰۰۸) | جمعیت     | مساحت                                  | نقشه |
| ------------------------ | --------------------------------------------- | -------------------- | --------- | ---------------------------------------------------------------- | --- | ------------ | --------- | -------------------------------------- | ---- |
| شهرستان آلامدا           | ۰۰۱                                           | اوکلند               | ۱۸۵۳      | کنترا کوستا و سانتا کلارا                                        | آلامدا یک کلمه اسپانیایی است که برای یک خیابان سایه شده توسط درختان یا بیشه پنبه چوب استفاده می‌شده. | ۱،۵۴۳،۰۰۰    | ۱،۴۷۴،۳۶۸ | ۷۳۸ مایل مربع (۱،۹۱۱ کیلومتر مربع)     |      |
| شهرستان آلپاین           | ۰۰۳                                           | مارکلیویل            | ۱۸۶۴      | آمادور، ال دورادو، کالاوراس، مونو و تولومن                       | نامگذاری شده به خاطر قرار گرفتن در ارتفاعات رشته کوه سیرا نوادا. | ۱،۲۲۲        | ۱،۰۶۱     | ۷۳۹ مایل مربع (۱،۹۱۴ کیلومتر مربع)     |      |
| شهرستان آمادور           | ۰۰۵                                           | جکسون                | ۱۸۵۴      | کلاوراس                                                          | جوز ماریا آمادور (۱۷۹۴-۱۸۸۳) یک سرباز، دام دار و معدن چی بود. او در سال ۱۸۴۸ همراه با چندین سرخپوستان یک معدن طلا در نزدیکی شهر آماندا ایجاد کرد. در زبان اسپانیایی آماندا یعنی «کسی که عاشق است». | ۳۷،۹۴۳       | ۳۸،۲۳۸    | ۵۹۳ مایل مربع (۱،۵۳۶ کیلومتر مربع)     |      |
| شهرستان بوت              | ۰۰۷                                           | اوروویل              | ۱۸۵۰      | اصیل                                                             | از ساتر بوتس (نوعی گیاه) آمده که به باور غلط مردم فکر می‌کنند در موقع به وجود آمدن شهرستان در داخل مرز شهرستان رویش کرده‌است. | ۲۲۰،۴۰۷      | ۲۲۰،۳۳۷   | ۱،۶۴۰ مایل مربع (۴،۲۴۸ کیلومتر مربع)   |      |
| شهرستان کالاوراس         | ۰۰۹                                           | سن آندریس            | ۱۸۵۰      | اصیل                                                             | از نام رودخانه کلاوراس گرفته شده و در زبان اسپانیایی به معنی کاسه سر است. | ۴۶،۱۲۷       | ۴۶،۸۴۳    | ۱،۰۲۰ مایل مربع (۲،۶۴۲ کیلومتر مربع)   |      |
| شهرستان کولوزا           | ۰۱۱                                           | کلوزا                | ۱۸۵۰      | اصیل                                                             | الهام گرفته شده از دو سرزمین مکزیکی : کلوزز (۱۸۴۴) کلوز (۱۸۴۵) | ۲۱،۹۱۰       | ۲۱،۲۰۴    | ۱،۱۵۱ مایل مربع (۲،۲۹۸ کیلومتر مربع)   |      |
| شهرستان کنترا کوستا      | ۰۱۳                                           | مارتینز              | ۱۸۵۰      | اصیل                                                             | در زبان اسپانیایی به معنای متضاد مرز چون از وسط خلیج سانفرانسیسکو و سان‌فرانسیسکو می‌گذرد. | ۱،۰۵۱،۶۷۴    | ۱،۰۲۹،۷۰۳ | ۷۲۰ مایل مربع (۱،۸۶۵ کیلومتر مربع)     |      |
| شهرستان دل نورت          | ۰۱۵                                           | کرسنت                | ۱۸۵۷      | کلامت                                                            | در زبان اسپانیایی به شمال می‌گویند زیرا شهرستان دل نورت شمالی‌ترین شهرستان در این ایالت است. | ۲۹،۴۱۹       | ۲۹،۱۰۰    | ۱،۰۰۸ مایل مربع (۲،۶۱۱ کیلومتر مربع)   |      |
| شهرستان ال دورادو        | ۰۱۷                                           | پلیسرویل\|پلیسرویل]] | ۱۸۵۰      | اصیل                                                             | این نام از افسانه ال دورادو به معنی کشور زر خیز آمده‌است که رابطهٔ مستقیمی با شهرستان ال دورادو دارد، زیرا این شهرستان مهم‌ترین شهرستان زر خیز کالیفرنیاست. | ۱۷۹،۷۲۲      | ۱۷۶،۰۷۵   | ۱،۷۱۲ مایل مربع (۴،۴۳۴ کیلومتر مربع)   |      |
| شهرستان فرسنو            | ۰۱۹                                           | فرسنو                | ۱۸۵۶      | ماریپوزا، مرسد و تولار                                           | این نام از فرسنو کریک گرفته شده‌است. فرسنو در زبان اسپانیایی به معنی درخت زبان گنجشک است. | ۹۳۱،۰۹۸      | ۹۰۹،۱۵۳   | ۵،۹۶۳ مایل مربع (۱۵،۴۴۴ کیلومتر مربع)  |      |
| شهرستان گلن              | ۰۲۱                                           | فرسنو                | ۱۸۹۱      | ویلوز                                                            | نام‌گذاری شده به خاطر دکتر حاق ج. گلن (۱۸۲۴-۱۸۸۳) که یک تاجر و سیاست‌مدار بود. | ۲۹،۱۹۵       | ۲۸،۲۳۷    | ۱،۳۱۵ مایل مربع (۳،۴۰۶ کیلومتر مربع)   |      |
| شهرستان هومبولت          | ۰۲۳                                           | اورکا                | ۱۸۵۳      | ترینتی                                                           | نام این شهرستان از خلیج هومبولت گرفته شده که نام این خلیج نیز به خاطر الکساندر فون هومبولت (۱۷۶۹-۱۸۵۹) گذاشته شده‌است. که این شخص یک طبیعت گرد و کاشف بوده‌است. | ۱۳۲،۸۲۱      | ۱۲۹،۰۰۰   | ۳،۵۷۳ مایل مربع (۹،۲۵۴ کیلومتر مربع)   |      |
| شهرستان امپریال          | ۰۲۵                                           | ال سنترو             | ۱۹۰۷      | سن دیگو                                                          | این نام از نام دره امپریال گرفته شده‌است که نام این دره نیز از شرکت سرزمین امپریال (سلطنتی) گرفته شده‌است. | ۱۷۶،۱۵۱      | ۱۶۳،۹۷۲   | ۴،۱۷۵ مایل مربع (۱۰،۸۱۳ کیلومتر مربع)  |      |
| شهرستان اینیو            | ۰۲۷                                           | ایندیپندنس           | ۱۸۶۶      | مونو و تولار                                                     | این نام از یک کلمه سرخپوستی گرفته شده‌است که معنی محل سکونت روح بزرگ به کار می‌رود. | ۱۸،۱۵۲       | ۱۷،۱۳۶    | ۱۰،۱۹۲ مایل مربع (۲۶،۳۹۷ کیلومتر مربع) |      |
| شهرستان کرن              | ۰۲۹                                           | بیکرزفیلد            | ۱۸۶۶      | لس آنجلس و تولار                                                 | گرفته شده از نام رودخانه کرن که نام این رودخانه به خاطر ادوارد کرن (۱۸۲۲-۱۸۶۳) گذاشته شده‌است که او برای ژنرال جان فرمونت نقشه کشی می‌کرد. | ۸۱۷،۵۱۷      | ۸۰۰،۴۵۸   | ۴،۱۴۲ مایل مربع (۲۱،۰۸۸ کیلومتر مربع)  |      |
| شهرستان کینگز            | ۰۳۱                                           | هانفورد              | ۱۸۹۳      | تولار                                                            | گرفته شده از نام رودخانه گینگز (پادشاهان) که نام این رودخانه از یک کلمه اسپانیایی به معنی رودخانه پادشاهان مقدس گرفته شده‌است که به افتخار سه مغ نام‌گذاری شده‌است. | ۱۵۴،۴۳۴      | ۱۴۹،۵۱۸   | ۱،۳۹۰ مایل مربع (۳،۶۰۰ کیلومتر مربع)   |      |
| شهرستان لیک              | ۰۳۳                                           | لیک پورت             | ۱۸۶۱      | نپا                                                              | گرفته شده از نام کلیر لیک (دریاچه شفاف) | ۶۴،۰۵۹       | ۶۴،۸۸۶    | ۱،۲۸۵ مایل مربع (۳،۲۵۸ کیلومتر مربع)   |      |
| شهرستان لاسن             | ۰۳۵                                           | سوزان ویل            | ۱۸۶۴      | پلوماس و شاستا و قسمت از رده خارج شده شهرستان لیک در ایالت نوادا | به خاطر پیتر لاسن (۱۸۰۰-۱۸۵۹) کاشف و طبیعت گرد دانمارکی. | ۳۵،۷۵۷       | ۳۴،۵۷۴    | ۴،۵۵۸ مایل مربع (۱۱،۸۰۵ کیلومتر مربع)  |      |
| شهرستان لس‌آنجلس          | ۰۳۷                                           | لس‌آنجلس              | ۱۸۵۰      | اصیل                                                             | گرفته شده از کلمه آنجلس در زبان اسپانیایی به معنی فرشتگان در زبان انگلیسی نیز همین معنی را می‌دهد و در اصل کوتاه شده جمله "روستای بانوی ما، ملکه فرشتگان رودخانه پورزیونکولاً است. | ۱۰،۳۶۳،۸۵۰   | ۹،۸۶۲،۰۴۹ | ۴،۰۶۰ مایل مربع (۱۰،۵۱۵ کیلومتر مربع)  |      |
| شهرستان مادرا            | ۰۳۹                                           | مادرا                | ۱۸۹۳      | فرنسو                                                            | کلمه اسپانیایی به معنی چوب | ۱۵۰،۸۸۷      | ۱۴۸،۳۳۳   | ۲،۱۳۸ مایل مربع (۵،۵۳۷ کیلومتر مربع)   |      |
| شهرستان مارین            | ۰۴۱                                           | سان رافائل           | ۱۸۵۰      | اصیل                                                             | اختلاف نظر است ولی ممکن است برای مدتی اشتباه، مارینا محل زندگی خود را در کنار خلیج سانفرانسیسکو انتخاب کرده باشد. | ۲۵۷،۴۰۶      | ۲۴۸،۷۹۴   | ۵۲۰ مایل مربع (۱،۳۴۷ کیلومتر مربع)     |      |
| شهرستان ماریپوزا         | ۰۴۳                                           | ماریپوزا             | ۱۸۵۰      | اصیل                                                             | کلمه اسپانیایی و پرتغالی به معنی پروانه | ۱۸،۴۰۶       | ۱۷،۹۷۶    | ۱،۴۵۱ مایل مربع (۳،۷۵۸ کیلومتر مربع)   |      |
| شهرستان مندوسینو         | ۰۴۵                                           | یوکیاه               | ۱۸۵۰      | اصیل                                                             | آنتونیو دی مندوزا (۱۴۹۵-۱۵۵۲ م) فرمانروای اسپانیا | ۹۰،۱۶۳       | ۸۶،۲۲۱    | ۳،۵۰۹ مایل مربع (۹،۰۸۸ کیلومتر مربع)   |      |
| شهرستان مرسد             | ۰۴۷                                           | مرسد                 | ۱۸۵۵      | ماریپوزا                                                         | گرفته شده نام از رودخانه مرسد، یا در زبان اسپانیایی جمله‌ای به معنی "رودخانه بانوی رحمت ماً (مرسی در انگلیسی به معنی رحمت) که در سال ۱۸۰۶ توسط گابریل موراگا که رهبری آن منطقه را به عهده داشت نام‌گذاری شد. | ۲۵۵،۲۵۰      | ۲۴۶،۱۱۷   | ۱،۹۲۹ مایل مربع (۴،۹۹۶ کیلومتر مربع)   |      |
| شهرستان مودوک            | ۰۴۹                                           | آلتوروس              | ۱۸۷۴      | سیسکیو                                                           | گرفته شده از نام گروهی از مردم سرخپوست به نام مودوک. | ۹،۷۰۲        | ۹،۱۸۴     | ۳،۹۴۴ مایل مربع (۱۰،۲۱۵ کیلومتر مربع)  |      |
| شهرستان مونو             | ۰۵۱                                           | بریدج پورت           | ۱۸۶۱      | کلاوراس، فرسنو و ماریپوزا                                        | نامگذاری شده به خاطر قبیله‌ای از مردم سرخپوست محلی به نام «مونو پایوت». | ۱۳،۷۵۹       | ۱۲،۷۷۴    | ۳،۰۴۴ مایل مربع (۷،۸۸۴ کیلومتر مربع)   |      |
| شهرستان مونتری           | ۰۵۵                                           | سالیناس              | ۱۸۵۰      | اصیل                                                             | نامگذاری از نام خلیج مونتری که این نام از دو نام اسپانیایی مونت به معنی تپه و ری به معنی شاه تشکیل شده‌است. | ۴۲۸،۵۴۹      | ۴۰۸،۲۳۸   | ۳،۳۲۲ مایل مربع (۸،۶۰۴ کیلومتر مربع)   |      |
| شهرستان نوادا            | ۰۵۷                                           | نوادا سیتی           | ۱۸۵۱      | یوبا                                                             | به معنی بارش برف در زبان اسپانیایی | ۹۹،۱۸۶       | ۹۷،۱۱۸    | ۹۵۸ مایل مربع (۲،۴۸۱ کیلومتر مربع)     |      |
| شهرستان اورنج            | ۰۵۹                                           | سانتا آنا            | ۱۸۸۹      | لس‌آنجلس                                                          | گرفته شده از نام اورنج به معنی پرتغال که نوعی مرکبات است که به‌طور گسترده در منطقه، در زمان ایجاد این شهرستان رشد کرده‌است. | ۳،۱۲۱،۲۵۱    | ۳،۰۱۰،۷۵۹ | ۷۹۰ مایل مربع (۲،۰۴۶ کیلومتر مربع)     |      |
| شهرستان پلاسر            | ۰۶۱                                           | آوبرن                | ۱۸۵۱      | ساتر و یوبا                                                      | نام‌گذاری شده به خاطر تکه‌های کوچکی از طلا که در زمان حمله طلا (گلد راش) یا همان تب طلا در منطقه پیدا شد. | ۳۳۳،۴۰۱      | ۳۴۱،۹۴۵   | ۱،۵۰۳ مایل مربع (۳،۸۹۳ کیلومتر مربع)   |      |
| شهرستان پلوماس           | ۰۶۳                                           | کوینسی               | ۱۸۵۴      | بوت                                                              | گرفته شده از روخانه فدر که در فارسی به معنی پَر است، پلوماس در زبان اسپانیایی به معنی «پَر» است. | ۲۰،۹۱۷       | ۲۰،۲۷۵    | ۲،۵۵۴ مایل مربع (۶،۶۱۵ کیلومتر مربع)   |      |
| شهرستان ریورساید         | ۰۶۵                                           | ریورساید             | ۱۸۹۳      | سن برناردینو و سن دیگو                                           | به خاطر قرار گرفتن شهر ریورساید در کنار روخانه سانتا آنا و گسترش پیدا کردن تا مرز رودخانه کلرادو. | ۲،۰۸۸،۳۲۲    | ۲،۱۰۰،۵۱۶ | ۷،۲۰۸ مایل مربع (۱۸،۶۶۹ کیلومتر مربع)  |      |
| شهرستان ساکرامنتو        | ۰۶۷                                           | ساکرامنتو            | ۱۸۵۰      | اصیل                                                             | گرفته شده از نام رودخانه ساکرامنتو که نام این رودخانه گرفته شده از یک جمله اسپانیایی به معنی مقدس‌ترین سوگند که بر می‌گردد به آیین عشای ربانی. | ۱،۴۲۴،۴۱۵    | ۱،۳۹۴،۱۵۴ | ۹۶۶ مایل مربع (۲،۵۰۲ کیلومتر مربع)     |      |
| شهرستان سن بنیتو         | ۰۶۹                                           | هوفهرستر             | ۱۸۷۴      | مونتری                                                           | نام‌گذاری شده به افتخار سان بندیکتو (ساین بندیکت)، بنیتو کوچک شده بندیکتو است. | ۵۷،۷۸۴       | ۵۴،۶۹۹    | ۱،۳۸۹ مایل مربع (۳،۵۹۷ کیلومتر مربع)   |      |
| شهرستان سن برناردینو     | ۰۷۱                                           | سن برناردینو         | ۱۸۵۳      | لس‌آنجلس                                                          | نام‌گذاری شده به خاطر ساینت برناردینو از شهر سی‌ینا، بزرگترین شهرستان وابسته به آمریکا. | ۲،۰۵۵،۷۶۶    | ۲،۰۱۵،۳۵۵ | ۲۰،۰۶۲ مایل مربع (۵۱،۹۶۰ کیلومتر مربع) |      |
| شهرستان سن دیه‌گو         | ۰۷۳                                           | سن دیه‌گو             | ۱۸۵۰      | اصیل                                                             | گرفته شده از نام خلیج سن دیه‌گو که نام آن نیز به افتخار ساینت دیه‌گو از آلکالا، گذاشته شده‌است. | ۳،۱۴۶،۲۷۴    | ۳،۰۰۱،۰۷۲ | ۴،۲۰۴ مایل مربع (۱۰،۸۸۸ کیلومتر مربع)  |      |
| شهرستان سان‌فرانسیسکو     | ۰۷۵                                           | سان‌فرانسیسکو         | ۱۸۵۰      | اصیل                                                             | نام‌گذاری شده به خاطر فرانسیس آسیزی (۱۱۸۱-۱۲۲۶) یک قدیس کلیسای کاتولیک و مؤسس فرقه فرانسیسکن. | ۸۴۵،۵۵۹      | ۸۴۵،۵۵۹   | ۴۷ مایل مربع (۱۲۲ کیلومتر مربع)        |      |
| شهرستان سن ژواکین        | ۰۷۷                                           | استاکتون             | ۱۸۵۰      | اصیل                                                             | کلمه اسپانیایی به معنی ساینت ژواچیم (ژواکیم مقدس). | ۶۸۵،۶۶۰      | ۶۷۲،۳۳۸   | ۱،۳۹۹ مایل مربع (۳،۶۲۳ کیلومتر مربع)   |      |
| شهرستان سن لوییز اوبیسپو | ۰۷۹                                           | سان لوییز اوبیسپو    | ۱۸۵۰      | اصیل                                                             | کلمه اسپانیایی به معنی ساینت لوییز (لوییز مقدس از تولوز). | ۲۶۹،۳۳۷      | ۲۶۵،۲۹۷   | ۳،۳۰۴ مایل مربع (۸،۵۵۷ کیلومتر مربع)   |      |
| شهرستان سن ماتئو         | ۰۸۱                                           | ردوود سیتی           | ۱۸۵۶      | سان‌فرانسیسکو                                                     | کلمه اسپانیایی به معنی ساینت متیو (متیو مقدس). | ۷۳۹،۴۶۹      | ۷۱۲،۶۹۰   | ۴۴۹ مایل مربع (۱،۱۶۳ کیلومتر مربع)     |      |
| شهرستان سانتا باربارا    | ۰۸۳                                           | سنتا باربارا         | ۱۸۵۰      | اصیل                                                             | کلمه اسپانیایی به معنی ساینت باربارا (باربارا مقدس). | ۴۲۸،۶۵۵      | ۴۰۵،۳۹۶   | ۲،۷۳۸ مایل مربع (۷،۰۹۱ کیلومتر مربع)   |      |
| شهرستان سانتا کلارا      | ۰۸۵                                           | سن هوزه              | ۱۸۵۰      | اصیل                                                             | کلمه اسپانیایی به کار رفته برای ساینت کلیر (کلیر مقدس)، دره سانتا کلارا و رسالت شهر سانتا کلارا. | ۱،۸۳۷،۰۷۵    | ۱،۷۶۴،۴۹۹ | ۱،۲۹۱ مایل مربع (۳،۳۳۴ کیلومتر مربع)   |      |
| شهرستان سانتا کروز       | ۰۸۷                                           | سانتا کروز           | ۱۸۵۰      | اصیل                                                             | در اصل شهرستان برنسیفورت نامیده می‌شود، که نام شهر بعد از سانتا کروز است که به نوبه خود نامش از جمله «رسالت تجلیل از صلیب مقدس» در زبان اسپانیایی گزفته شده‌است (سانتا کروز یعنی صلیب مقدس) که در وسط شهر در سال ۱۷۹۱ تأسیس شده‌است. | ۲۶۶،۵۱۹      | ۲۵۳،۱۳۷   | ۴۴۶ مایل مربع (۱،۱۵۵ کیلومتر مربع)     |      |
| شهرستان شاستا            | ۰۸۹                                           | ردینگ                | ۱۸۵۰      | اصیل                                                             | نام‌گذاری شده بعد از کوه شاستا، با این وجود این قله آتشفشانی در این شهرستان واقع نشده‌است. | ۱۸۲،۲۳۶      | ۱۸۰،۲۱۴   | ۳،۷۸۶ مایل مربع (۹،۸۰۶ کیلومتر مربع)   |      |
| شهرستان سیرا             | ۰۹۱                                           | داونی ویل            | ۱۸۵۲      | یوبا                                                             | کلمه‌ای اسپانیایی است به معنی رشته کوه. | ۳،۳۸۰        | ۳،۲۶۳     | ۹۵۳ مایل مربع (۲،۴۶۸ کیلومتر مربع)     |      |
| شهرستان سیسکیو           | ۰۹۳                                           | وایریکا              | ۱۸۵۲      | شاستا و کلامت                                                    | نام‌گذاری شده بعد از رشته کوه سیسکیو، ریشه کلمه سیسکیو مورد تردید قرار گرفته‌است. | ۴۵،۹۷۱       | ۴۴،۵۴۲    | ۶،۲۸۷ مایل مربع (۱۶،۲۸۳ کیلومتر مربع)  |      |
| شهرستان سولانو           | ۰۹۵                                           | فیرفیلد              | ۱۸۵۰      | اصیل                                                             | گرفته شده از نام سرآشپز سولانو از قبیله سویسان یکی از قبیله‌های سرخپوستی. | ۴۲۶،۷۵۷      | ۴۰۷،۵۱۵   | ۸۲۸ مایل مربع (۲،۱۴۵ کیلومتر مربع)     |      |
| شهرستان سونوما           | ۰۹۷                                           | سانتا روزا           | ۱۸۵۰      | اصیل                                                             | نام‌گذاری شده بعد از روستای سونوما. | ۴۸۴،۴۷۰      | ۴۶۶،۷۴۱   | ۱،۵۷۶ مایل مربع (۴،۰۸۲ کیلومتر مربع)   |      |
| شهرستان استانیسلاس       | ۰۹۹                                           | مودسنو               | ۱۸۵۴      | توآلومی                                                          | نام‌گذاری شده به خاطر رودخانه استانیسلاس، که آن نیز به خاطر استانیسلاو از قبیله سرخپوستی یوکات نام‌گذاری شده‌است. | ۵۲۵،۹۰۳      | ۵۱۰،۶۹۴   | ۱،۴۹۵ مایل مربع (۳،۸۷۲ کیلومتر مربع)   |      |
| شهرستان سوتر             | ۱۰۱                                           | یوبا سیتی            | ۱۸۵۰      | اصیل                                                             | نام‌گذاری شده به خاطر جوهان آگوستوس سوتر (با نام مستعار جان سوتر) (۱۸۰۳-۱۸۸۰)، یک مهاجر سوئیسی کالیفرنیاست که بیشتر به خاطر شرکت در تب طلای کالیفرنیا شناخته می‌شود. نام اصلی مزرعه دامداری او نیوا هلوتیا بوده‌است که بعد از نام وطنش در سوئیس نام‌گذاری شده‌است. که یک کلمه لاتین – اسپانیایی است. | ۹۵،۸۷۸       | ۹۲،۲۰۷    | ۶۰۳ مایل مربع (۱،۵۶۲ کیلومتر مربع)     |      |
| شهرستان تهاما            | ۱۰۳                                           | رد بلاف              | ۱۸۵۶      | بوت، کلوزا و شاستا                                               | گرفته شده از نام قبیله سرخپوستی به نام تهاما. | ۶۲،۴۱۹       | ۶۱،۵۵۰    | ۲،۹۵۱ مایل مربع (۷،۶۴۳ کیلومتر مربع)   |      |
| شهرستان ترینیتی          | ۱۰۵                                           | ویور ویل             | ۱۸۵۰      | اصیل                                                             | گرفته شده از نام رودخانه ترینیتی که آن نیز به نوبه خود از نام شهر ساحلی ترینیتی نام‌گذاری شده‌است. | ۱۳،۹۶۶       | ۱۴،۳۱۷    | ۳،۱۷۹ مایل مربع (۸،۲۳۴ کیلومتر مربع)   |      |
| شهرستان تولار            | ۱۰۷                                           | ویسالیا              | ۱۸۵۲      | ماریپوزا                                                         | گرفته شده از نام دریاچه خشک شده تولار که در غرب شهرستان واقع شده‌است. | ۴۳۵،۲۵۴      | ۴۲۶،۲۷۶   | ۴،۸۲۴ مایل مربع (۱۲،۴۹۴ کیلومتر مربع)  |      |
| شهرستان توآلومی          | ۱۰۹                                           | سونورا               | ۱۸۵۰      | اصیل                                                             | نام‌گذاری شده از روی نام رودخانه توآلومی که نام آن را می‌توان به روش‌های مختلفی نوشت و معانی مختلفی به خود می‌گیرد. معنی اصلی آن «مردم غار نشین» یا «سنگ ویگوامز» است که هر دوی آن‌ها از تاریخچه قبیله «توآلومیل» یا «توآلومی» یا «هندی‌های یوکاتس» آمده‌است که در نزدیکی شوالیه کشتی در کنار صخره‌های رودخانه زندگی می‌کردند. نظریه دیگه‌ای وجود دارد که می‌گوید نام توآلومی از وسط رشته جمله «تالمالم» استخراج شده‌است که «روز نامساعد» معنی می‌دهد. | ۵۶،۷۹۹       | ۵۵،۶۴۴    | ۲،۲۳۶ مایل مربع (۵،۷۹۱ کیلومتر مربع)   |      |
| شهرستان ونتورا           | ۱۱۱                                           | ونتورا               | ۱۸۷۲      | سانتا باربارا                                                    | مخفف سن بوئن ونتورا (بوئن ونتورای مقدس در زبان اسپانیایی). | ۸۳۱،۵۸۷      | ۷۹۷،۷۴۰   | ۱،۸۴۶ مایل مربع (۴،۷۸۱ کیلومتر مربع)   |      |
| شهرستان یولو             | ۱۱۳                                           | وودلند               | ۱۸۵۰      | اصلی                                                             | گرفته شده از نام قبیله سرخپوستی به نام یولانز. | ۱۹۹،۰۶۶      | ۱۹۷،۶۵۸   | ۱،۰۱۲ مایل مربع (۲،۶۲۱ کیلومتر مربع)   |      |
| شهرستان یوبا             | ۱۱۵                                           | ماریس ویل            | ۱۸۵۰      | اصلی                                                             | گرفته شده از نام خانواده یوبا که در روستای رودخانه ساکرامنتو مزرعه داشتند. | ۷۱،۹۲۹       | ۷۳،۰۶۷    | ۶۳۰ مایل مربع (۱،۶۳۲ کیلومتر مربع)     |      |